# 吳之蘭
吳之蘭（16世紀—17世紀），字九畹，邵武府邵武縣人，明朝、南明軍事人物。

## 生平
吳之蘭在崇禎六年（1633年）武舉中舉，以將帥才能累官至督標中軍權營參將。他仿效戚繼光製造戰船火器，在廣東擊敗海盜劉香（或名劉香老）；又討伐江西天井盜匪，單人匹馬進入賊寨，招降葉定國等二萬人。其後湖湘的燕子窩賊匪橫行無忌，吳之蘭奉命征討，捉拿首領偽浙王回來，得晉陞階一級。他用兵身先士卒，出奇制勝，令盗寇畏懼，所向有功。弘光年間福京被清朝攻陷，他到隱居九龍山不再復出。

## 引用
1. 1 2  錢海岳《南明史·卷四十九·列傳第二十五》：吳之蘭，字九畹，邵武人。崇禎六年武舉，以將才累官督標參將。倣戚繼光法，為戰船火器。破劉香於廣東。又剿江西天井賊，單騎入寨，招降葉定國二萬人。
2. 1 2  《邵武縣志·卷十四·人物》：吳之蘭，字九畹，敢勇有謀畧，中崇正（禎）癸酉科武舉，以將材用累官至督標中權營參將。嘗倣戚繼光遺法，製戰艦火器，破海寇劉香老于嶺南。又勦江西天井賊，單騎入寨，招降葉定國等二萬人。
3. ↑  錢海岳《南明史·卷四十九·列傳第二十五》：其後湖湘燕子窩賊熾，奉檄征之，禽渠浙王等數人以歸。用兵躬冒鋒鏑，設奇制勝，所向有功。福京亡，隱九龍山不出。
4. ↑  《邵武縣志·卷十四·人物》：其後湖湘燕子窩諸賊橫行，之蘭奉檄往征陣，禽賊帥偽浙王等數人以歸，捷聞，特晉階一級之。謂用兵常躬冒鋒鏑，設奇制勝，故羣寇讋服，所向有功。乙酉，歸隱九龍山不復出。